# Nes Sóknar Ítróttarfelag
L'Nes Sóknar Ítróttarfelag, meglio noto come NSÍ Runavík, è una società calcistica faroese con sede nella città di Runavík, ed è stata fondata nel 1957. Attualmente milita in Formuladeildin, la massima divisione del campionato nazionale.

## Storia
Il club è stato fondato il 24 marzo 1957.
Nel 2007 il club ha vinto per la prima volta la Formuladeildin, la massima serie del calcio faroense, con una giornata di anticipo.
Il club, inoltre, ha vinto la Coppa delle Isole Faroe nel 1986, nel 2002 e nel 2017, perdendo, invece, la finale negli anni 1980, 1985, 1988, 2004 e 2015.
I colori societari sono il giallo ed il nero e lo stadio (il Við Løkin) ha una capacità di 2.000 posti: la struttura non è appropriata per le gare internazionali ed il club gioca le partite della UEFA Europa League al Tórsvøllur di Tórshavn o al Svangaskarð di Toftir. Lo sponsor principale è Bakkafrost, che ha sede a Glyvrar, vicino Runavik, ed è la più grande azienda di salmoni delle isole, nonché uno dei maggiori datori di lavoro delle Far Øer.
Prende parte alle qualificazioni per la fase a gironi della UEFA Europa League 2018-2019 e qui registra un nuovo record europeo, ovvero quello del doppio scontro con il maggior numero di reti nel complessivo finale. Difatti il doppio scontro con gli scozzesi dell'Hibernian termina 6-1 all'andata e 6-4 al ritorno, con un complessivo totale di 12-5 (mai si erano segnati 17 reti totali tra andata e ritorno in una sfida di Europa League).

## Organico

### Rosa 2019
Aggiornata al 26 luglio 2019.
| N. |                     | Ruolo | Calciatore               |
| -- | ------------------- | ----- | ------------------------ |
| 1  | Fær Øer (bandiera)  | P     | Tórður Thomsen           |
| 2  | Fær Øer (bandiera)  | D     | Per Langgaard            |
| 3  | Fær Øer (bandiera)  | D     | Oddur Árnason Højgaard   |
| 5  | Fær Øer (bandiera)  | D     | Jóhan Troest Davidsen    |
| 6  | Fær Øer (bandiera)  | A     | Óli Højgaard Olsen       |
| 8  | Norvegia (bandiera) | C     | Peder Nersveen           |
| 10 | Fær Øer (bandiera)  | A     | Klæmint Olsen            |
| 11 | Fær Øer (bandiera)  | A     | Búi Egilsson             |
| 13 | Fær Øer (bandiera)  | D     | Pól Jóhannus Justinussen |
| 14 | Fær Øer (bandiera)  | C     | Jann Martin Mortensen    |
| 15 | Fær Øer (bandiera)  | D     | Paetur Hentze            |
| 16 | Fær Øer (bandiera)  | C     | Petur Knudsen            |
| 17 | Fær Øer (bandiera)  | C     | Jann Benjaminsen         |
| 18 | Fær Øer (bandiera)  | C     | Magnus Olsen             |

| N. |                    | Ruolo | Calciatore             |
| -- | ------------------ | ----- | ---------------------- |
| 20 | Fær Øer (bandiera) | C     | Mórits Heini Mortensen |
| 21 | Fær Øer (bandiera) | C     | Andri Benjaminsen      |
| 22 | Fær Øer (bandiera) | D     | Bárður Hansen          |
| 23 | Fær Øer (bandiera) | C     | Jannik Mathias Olsen   |
| 24 | Fær Øer (bandiera) | C     | Betuel Hansen          |
| 25 | Fær Øer (bandiera) | P     | Eli Joensen            |
| 28 | Fær Øer (bandiera) | D     | Sjúrdur Pauli Nielsen  |
|    | Fær Øer (bandiera) | P     | Dánial Danielsen       |
|    | Fær Øer (bandiera) | D     | Jens Joensen           |
|    | Fær Øer (bandiera) | C     | Aron Knudsen           |
|    | Fær Øer (bandiera) | C     | Sølvi Sigvardsen       |
|    | Fær Øer (bandiera) | A     | Øssur Dalbúð           |
|    | Fær Øer (bandiera) | A     | Hans Marius Davidsen   |
|    | Svezia (bandiera)  | D     | Viktor Agardius        |

## Palmarès

### Competizioni nazionali
- Coppa delle Isole Fær Øer: 3
  - 1986, 2002, 2017
- Campionato delle Isole Fær Øer: 1
  - 2007
- Supercoppa delle Fær Øer: 1
  - 2008

- 1. deild: 5 
  - 1978, 1983, 1990, 1993, 1996

### Altri piazzamenti
- Coppa delle Fær Øer:  
  - Finalista: 2021

- Supercoppa delle Fær Øer:  
  - Finalista: 2021